# 海迪·韦斯特法尔
海迪·韦斯特法尔（德語：Heidi Westphal，1959年7月5日—），德国前女子赛艇运动员。她曾代表东德参加1980年夏季奥林匹克运动会赛艇比赛，联同科尔内利娅·林泽获得女子双人双桨银牌。